# Dungeon Peak
Dungeon Peak är en bergstopp i Kanada.   Den ligger på gränsen mellan Alberta och British Columbia, i den västra delen av landet, 3 200 km väster om huvudstaden Ottawa. Toppen på Dungeon Peak är 3 129 meter över havet. Den ingår i The Ramparts.
Terrängen runt Dungeon Peak är bergig åt sydväst, men åt nordost är den kuperad.Trakten runt Dungeon Peak är nära nog obefolkad, med mindre än två invånare per kvadratkilometer.. Det finns inga samhällen i närheten. 
Trakten runt Dungeon Peak består i huvudsak av gräsmarker.